# Permo
Permo is een historisch merk van bromfietsen.
De bedrijfsnaam was: Permo-Betriebe, Robert C. Groll, Holzhausen/Ammersee.
Permo was een Duits merk dat een klein aantal bromfietsen met 38 cc Victoria-motor bouwde. De productie begon in 1952, maar werd al in 1954 weer beëindigd.